# Linda Fiorentino
Linda Fiorentino (* 9. März 1958 oder 1960 in Philadelphia, Pennsylvania; eigentlich Clorinda Fiorentino) ist eine US-amerikanische Schauspielerin.

## Leben und Karriere
Fiorentino wurde im Süden Philadelphias, Pennsylvania, geboren und wuchs in einem streng katholischen Elternhaus mit zwei Brüdern und fünf Schwestern auf. Sie machte ihren Abschluss am Rosemont College in der Vorstadt Philadelphias. 1987 begann sie mit einem Studium der Photographie am International Center of Photography in New York City.
1985 gab Fiorentino ihr Filmdebüt an der Seite von Matthew Modine in Harold Beckers Crazy For You. Ebenfalls 1985 spielte sie die weibliche Hauptrolle in der Actionkomödie Gotcha! – Ein irrer Trip neben Anthony Edwards sowie eine markante Nebenrolle als Künstlerin in Martin Scorseses Schwarzer Komödie Die Zeit nach Mitternacht. Nach diesem sehr erfolgreichen Jahr 1985 spielte Fiorentino in einer Reihe von Film- und Fernsehproduktionen mit, die ihr aber in keinem Fall breitere Aufmerksamkeit brachten.
Den Durchbruch bedeutete 1994 ihre Rolle als klassische Femme fatale in dem für das Fernsehen produzierten Thriller Die letzte Verführung. Als Bridget Gregory macht sie sich eine Barbekanntschaft hörig, um mit deren Hilfe ihren Ehemann zu beseitigen. Daneben tötet sie einen Privatdetektiv, der ihr auf die Spur kommt. Der Film – in dem die unmoralische Heldin davonkommt – erregte bei Kritik und Publikum Aufmerksamkeit. Sie gewann für ihre Rolle zahlreiche Auszeichnungen. 1995 spielte sie in William Friedkins Erotik-Thriller Jade die weibliche Hauptrolle. Der Film war jedoch ein kommerzieller Misserfolg. 1997 trat sie in dem Blockbuster Men in Black als Agentin Dr. Laurel Weaver auf. Der weltweite Kassenerfolg dieses Films verschaffte ihr jedoch in der Folgezeit keine hochwertigen Rollenangebote, eine Ausnahme war ihr Auftritt in der Fantasykomödie Dogma aus dem Jahr 1999.
Ab 2001 prozessierte Fiorentino zwei Jahre lang gegen den tschechischen Filmproduzenten Karel Dirka. Dieser hatte Schwierigkeiten, für sein Filmprojekt Till The End Of Time – in dem Fiorentino die Malerin Georgia O’Keeffe verkörpern sollte – genügend finanzielle Mittel zu organisieren. Sie hatte sich eine „Keine-Nacktaufnahmen-Klausel“ in ihren Vertrag schreiben lassen. Es hätten sich Investoren für Dirkas Projekt gewinnen lassen, wenn dem Drehbuch mehrere anzügliche Nacktszenen hinzugefügt worden wären. Fiorentino war jedoch nicht bereit, auf die Klausel in ihrem Vertrag zu verzichten, und blieb dem Set fern, woraufhin Dirka sie wegen Vertragsbruchs verklagte. Sie antwortete mit einer Gegenklage wegen Diffamierung und Betrug und gewann den Prozess schließlich im Sommer 2003.
In den 2000er-Jahren wurde es still um die Schauspielerin, die ihren bislang letzten Filmauftritt 2009 in dem weniger beachteten Film Once More with Feeling an der Seite von Chazz Palminteri absolvierte (Stand: Juli 2025).
Fiorentino war bis 1993 mit dem Regisseur und Drehbuchautor John Byrum verheiratet.

## Filmografie (Auswahl)
- 1985: Crazy for You (Vision Quest)
- 1985: Die Zeit nach Mitternacht (After Hours)
- 1985: Gotcha! – Ein irrer Trip (Gotcha!)
- 1988: Wilde Jahre in Paris (The Moderns)
- 1988: Wildfire
- 1989: Stadt der Spieler (The Neon Empire) (TV-Zweiteiler)
- 1991: Stundenplan einer Verführung
- 1991: Shout
- 1991: Geboren in Queens (Queens Logic)
- 1992: Chain of Desire
- 1992: Jenseits des Gesetzes
- 1992: Made of Steel – Hart wie Stahl
- 1993: Rosen sind tot (Acting on Impulse)
- 1994: Die letzte Verführung (The Last Seduction)
- 1994: The Desperate Trail
- 1994: Charlie’s Ghost Story
- 1995: Mörderischer Striptease (Bodily Harm)
- 1995: Jade
- 1996: Unforgettable
- 1996: Die dicke Vera (Larger Than Life)
- 1997: Men in Black
- 1997: Durchgeknallt in Manhattan (Kicked in the Head)
- 1998: Body Count – Flucht nach Miami (Body Count)
- 1999: Dogma
- 2000: Ein heißer Coup (Where the Money Is)
- 2000: Ein ganz gewöhnlicher Dieb – Ordinary Decent Criminal (Ordinary Decent Criminal)
- 2000: Good Vibrations – Sex vom anderen Stern (What Planet Are You From?)
- 2002: Liberty Stands Still
- 2009: Once More with Feeling

## Auszeichnungen
- 1994 Gewinn des New York Film Critics Circle Award für Die letzte Verführung
- 1995 Gewinn des Independent Spirit Award für Die letzte Verführung
- 1995 Gewinn des London Critics Circle Film Award für Die letzte Verführung
- 1995 Nominierung für den BAFTA Award für Die letzte Verführung
- 1995 Nominierung für den Chlotrudis Award für Die letzte Verführung
- 1997 Nominierung für den Blockbuster Entertainment Award als beste Nebendarstellerin – Sci-Fi für Men in Black
- 1997 Nominierung für den Satellite Award als beste Nebendarstellerin (Musical oder Comedy) für Men in Black